# Ladislav Pluhař
Ladislav Pluhař (18. června 1865 Žďár nad Sázavou — 6. května 1940 Brno) byl český právník a politik, poslanec Moravského zemského sněmu, radní města Brna, spolkový činitel a starosta brněnského Sokola. Byl rovněž členem protirakouské odbojové organizace Maffie a po vzniku Československa 28. října 1918 se následně stal 4. listopadu předsedou Moravského národního výboru.

## Život

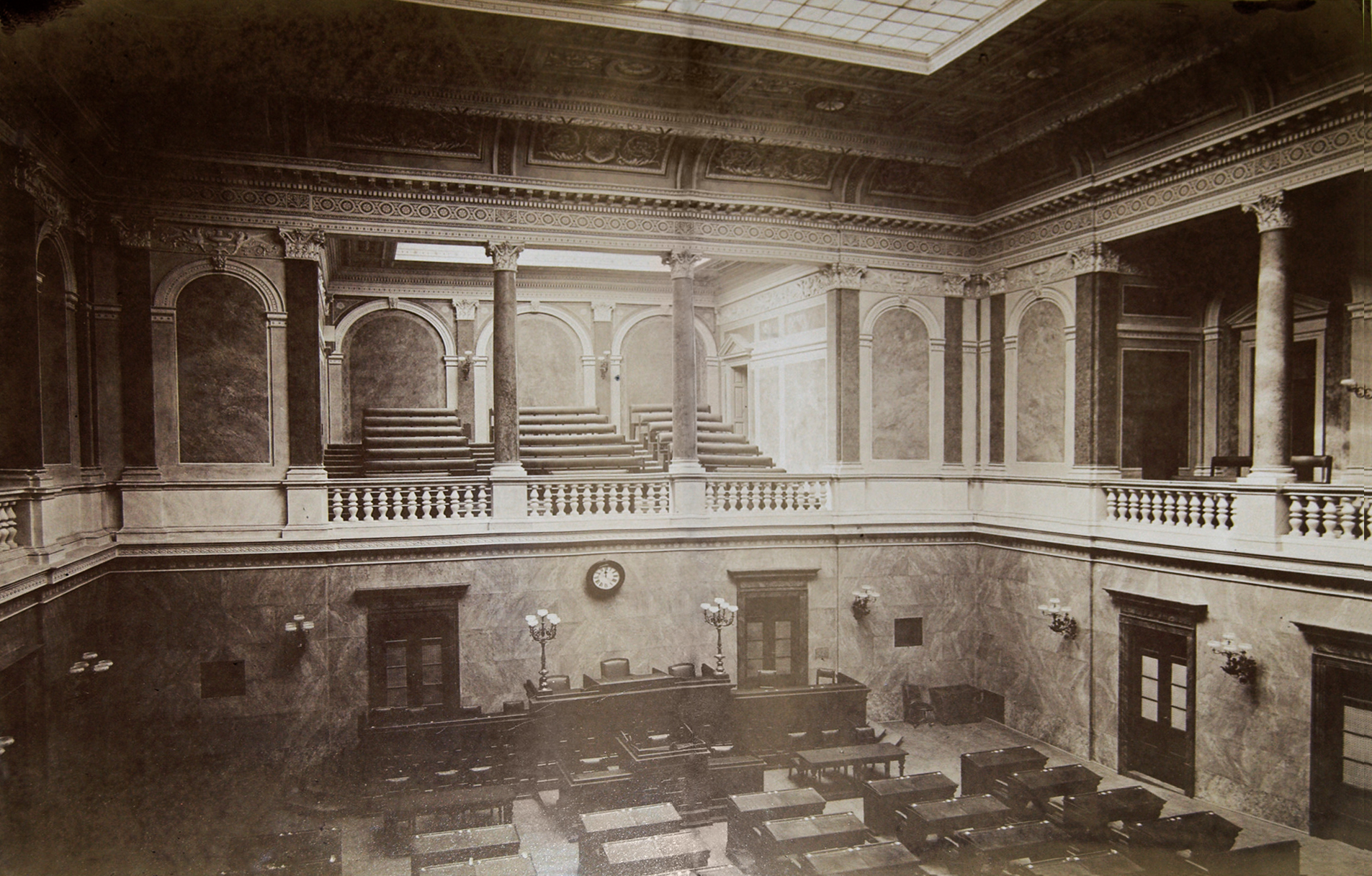
Pohled do Sněmovního sálu Moravské Zemské sněmovny (1878), sídle Moravského zemského sněmu a následně i Moravského národního výboru

Narodil se ve Žďáru nad Sázavou obchodníku Janu Pluhařovi a jeho ženě Arnoště, rozené Binke. Po dosažení středního vzdělání vystudoval v letech 1884 až 1889 Právnickou fakultu UK, kde dosáhl titulu doktora práv. Roku 1901 se v Praze oženil s Marií Hoffmeisterovou.
Následně začal působit v Brně. Stal se zde členem Župy Rastislavovy, jedné z jednot Sokola v Brně, které se později stal starostou. Byl činný ve veřejném a spolkovém životě, působil například jako předseda Společnosti Moravského krasu. V říjnu 1905 promluvil za sokolskou obec na pohřbu dělníka a Sokola Františka Pavlíka, který zemřel při demonstraci za zřízení druhé univerzity v Brně vyučující v češtině 2. října 1905. Ceremoniálu se zúčastnilo až 80 tisíc lidí.
Angažoval se rovněž jako předseda ve společnosti Západomoravské elektrárny, která prováděla řadu významných prací v oblasti elektrifikace řady moravských sídel či průmyslových podniků.

### Politika
Pluhař se zapojil též do politiky. Byl členem Pokrokové strany lidu na Moravě. Roku 1906 byl za I. a II. brněnský okrsek (městská kurie) zvolen poslancem Moravského zemského sněmu, znovuzvolen byl roku 1913 a funkci vykonával až do zániku instituce roku 1918. Od roku 1911 působil jako náměstek zemského hejtmana.
Po vypuknutí první světové války a emigraci vůdce snah o nezávislý československý stát Tomáše Garrigue Masaryka se Pluhař zapojil do brněnské odnože tajného spolku Maffie, který komunikoval se zahraničními představiteli protirakouského zahraničního odboje a připravoval se na vznik Československa. Po jeho vyhlášení 28. října 1918 se Ladislav Pluhař 4. listopadu stal předsedou vedení Moravského národního výboru koordinující státotvorný proces. 8. listopadu 1918 se pak po rezignaci moravského místodržícího Otty hraběte von Serényiho ujal Pluhař řízení moravské zemské samosprávy. Spolupracoval s dalšími členy výboru, především s Jaroslavem Stránským a Arnoštem Heinrichem. Rovněž byl možná 28. října tím, který zprávu odeslal do rodného Žďáru.
V letech 1918 až 1925 působil jako předseda Zemského správního výboru.

### Neúspěšný atentát
6. srpna 1923 byl na Pluhaře v jeho bytě spáchán neúspěšný atentát. Jedenadvacetiletý Čeněk Vávra s Pluhařem krátce mluvil a následně se po něm jednou ranou vystřelil. Byl ale zpacifikován a následně předán četnictvu.

### Úmrtí

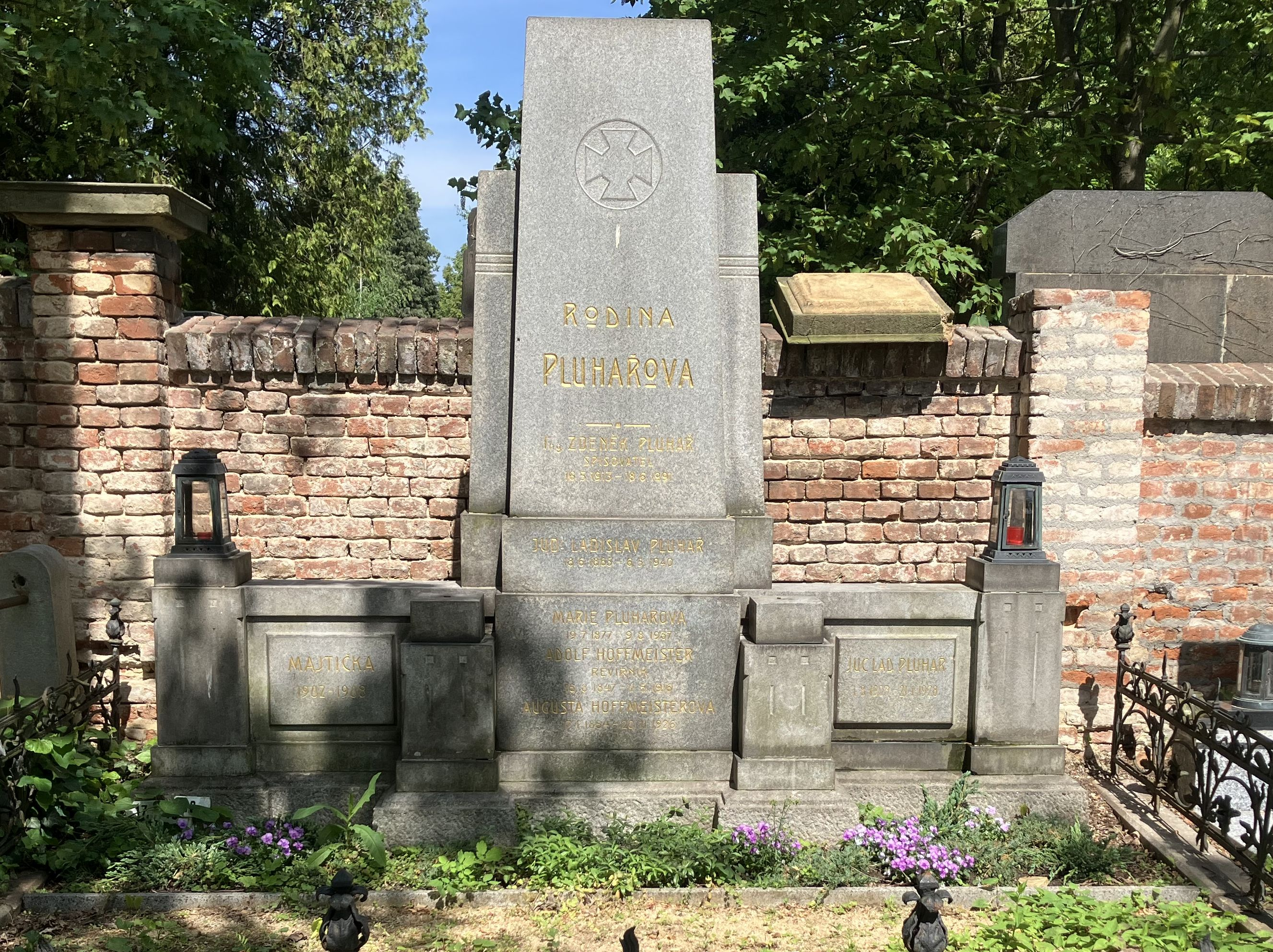
Hrob Ladislava Pluhaře

Ladislav Pluhař zemřel 6. května 1940 v Brně ve věku 74 let. Pohřben byl v rodinné hrobce na brněnském Ústředním hřbitově, sk. 54/hr. 17-9.

### Rodinný život
Se svou manželkou Marií, rozenou Hoffmeisterovou, pocházející z Kolešova, měl nejstarší dceru Marii, následně pak syny Václava, Zdeňka a Jaroslava.